# Harrisburg (Karolina Północna)
Harrisburg – miasto w Stanach Zjednoczonych, w stanie Karolina Północna, w hrabstwie Cabarrus.